# Ludmyła Błonśka
Ludmyła Błonśka (ukr. Людмила Блонська; ur. 9 listopada 1977 w Symferopolu) – ukraińska siedmioboistka.
Jej rekord życiowy w siedmioboju to 6832 punkty i został ustanowiony w sierpniu 2007 na Mistrzostwach Świata w Lekkoatletyce 2007.
Zdobywczyni złotego medalu na Halowych Mistrzostwach Świata w Lekkoatletyce 2006 w pięcioboju lekkoatletycznym oraz srebrnego medalu Mistrzostwach Świata w Lekkoatletyce 2007 w siedmioboju.
Podczas zawodów rozgrywanych na olimpiadzie w Pekinie zajęła drugie miejsce z wynikiem 6700 punktów. Międzynarodowy Komitet Olimpijski odebrał jej srebrny medal i wykluczył z igrzysk za stosowanie metyltestosteronu, oznacza to koniec kariery Ukrainki, gdyż w 2002 roku została ona zdyskwalifikowana za doping, a drugie takie przewinienie kończy się dyskwalifikacją dożywotnią.

## Rekordy życiowe
- bieg na 200 m – 23,80
- bieg na 800 m – 2:12,18
- bieg na 100 m przez płotki – 13,13
- pchnięcie kulą – 14,77
- rzut oszczepem – 51,53
- skok w dal – 6,88
- skok wzwyż – 1,92
- siedmiobój – 6832